# Polygala nematophylla
Polygala nematophylla là một loài thực vật có hoa trong họ Polygalaceae. Loài này được Exell miêu tả khoa học đầu tiên năm 1926.